# Nicolas Viton de Saint-Allais
Nicolas Viton de Saint-Allais (Langres, 6 aprile 1773 – Parigi, 15 febbraio 1842) è stato un genealogista e araldista francese.

## Biografia
Nipote di Étienne Vitton, farmacista ad Angers, primo console di Peyruis, figlio di Pierre Vitton, commerciante, e di Marie Anne Lenfumé di Fleuriau, si arruolò all'età di diciannove anni e divenne il vice di Guillaume Brunne durante la Rivoluzione francese. Negoziante a Bordeaux durante i primi anni del matrimonio, avviò poi un ufficio di genealogia nel 1808, l'Ufficio generale della Nobiltà di Francia, che vendette nel 1820 a Jean-Baptiste-Pierre Jullien de Courcelles.
Quando sposò a Bazas il 21 febbraio 1796 Anne Larmand, originaria di Lunel, era agente generale dei trasporti militari. La coppia ebbe due figli, il maggiore nato nel 1800 e destinato a diventare capitano della Legione Straniera, e il minore nel 1801.
Nicolas Viton de Saint-Allais ebbe la nomina a cavaliere della Legion d'onore il 19 agosto 1824.
Quando morì, il 15 febbraio 1842, abitava in 4 rue de Valois du Roule a Parigi. Fu sepolto il 17 febbraio 1842 nel cimitero di Montmartre, 12ª divisione, avenue Travot. La sua tomba è riconoscibile dallo stemma, che è quello della famiglia Vitton de Peyruis, arricchito dalle sue decorazioni.

## Il genealogista
Le pubblicazioni genealogiche di Nicolas Viton de Saint-Allais sono state definite «di scarso valore» dall'araldista Henri Jougla de Morenas.
Gustave Chaix d’Est-Ange ritiene che «dobbiamo accettare solo con grande riserva la genealogia pubblicata nel Nobiliarie universel di Saint-Allais».
Nella rivista illustrata della nobiltà, Le Héraut d'armes (1861), troviamo questa critica: «In questa voluminosa e lucrosa pubblicazione, Saint-Allais segnala numerose famiglie di dubbia o recente origine, collegandole ad antichi casati estinti. Distribuiva titoli, lustro, secoli di antichità a chiunque li desiderasse».
Gli autori di La maison des comtes de Rodez de la première race (1868) affermano: «[per Saint-Allais] è sufficiente che venga riconosciuta la possibilità di un rapporto perché esso diventi una certezza. Stabilire la filiazione, trovare il punto di connessione e, se non riesce a trovarlo, inventarlo, è per questo abile costruttore di genealogie la cosa più facile».
In L'ordre de Malte et ses grands maîtres et ses chevaliers, Saint-Allais conclude con il seguente annuncio: «Pubblicherò nel corso di ogni anno un volume che avrà il titolo : Recueil historique, généalogique et héraldique de l'ancienne noblesse de France, nella quale presenterò anche tutto ciò che riguarda le famiglie ammesse all'Ordine di San Giovanni di Gerusalemme, dalla sua fondazione ai giorni nostri, con il rapporto di i servizi resi, ecc., ecc. Gli stemmi delle varie casate nobiliari saranno incisi ad intaglio in detta opera, per la quale potrete già farmi consegnare gli articoli, porto franco, rue Neuve-des-Petits-Champs, n° 31». Non si tratta che di un appello a pubblicare nel suo futuro libro articoli su tutte le famiglie che vorranno inviargli un articolo.

## Opere
- État actuel des maisons souveraines, des princes et des princesses d’Europe, Paris, 1805.
- Dictionnaire encyclopédique de la noblesse de France, Paris, 1816.
- Précis historique sur les comtes du Périgord, Parigi, 1839.
- L'ordre de Malte et ses grands maîtres et ses chevaliers, Parigi, 1839.
- (FR) Nobiliaire universel de France ou recueil général des généalogies historiques des maisons nobles de ce royaume (PDF), Lib. Bachelin-Deflorenne, 1814-1820, OCLC 718354155.
- Continuazione di L'art de vérifier les dates des faits historiques, des chartes, des chroniques et autres anciens monuments, depuis la naissance de Notre-Seigneur par le moyen d'une table chronologique..., opera in più volumi iniziata da Dom M. Dantine, Dom C. Clémencet e Dom U. Durand; rivista e continuata da Dom F. Clément, religioso della congregazione di San Mauro; ristampata e continuata da de Saint-Allais (volumi online sul sito della BnF).